# (8978) Barbatus
(8978) Barbatus (3109 T-3) – planetoida z grupy pasa głównego asteroid okrążająca Słońce w ciągu 5,78 lat w średniej odległości 3,22 au. Odkryta 16 października 1977 roku.